# Mathieu Dreyfus
Mathieu Dreyfus (1857- Paris, 24 de outubro de1930) foi o irmão de Alfred Dreyfus e seu incansável defensor no caso Dreyfus. Foi um homem de negócios e um escritor.

## Obra
- L'Affaire telle que je l'ai vécu